# Adivarapupeta
Adivarapupeta est un village du district du Godavari oriental dans l'État d'Andhra Pradesh en Inde.  Shivabalayogi (en) est né dans le village et y a médité pendant douze ans. Il a accompli son mahasamadhi dans son ashram du village.

## Culture
L'ashram de Shivabalayogi comprend un temple abritant le Shiva Lingam et la statue de Parvati Devi, que Shivabalayogi a fait installer à l'endroit où il s'est assis pendant près de dix de ses douze années de tapas. Le temple mesure 26 × 14 m et son dôme atteint 13 m de haut. À côté se trouve le mausolée Samadhi où repose le corps de Shivabalayogi .